# Pomarańczowa Alternatywa

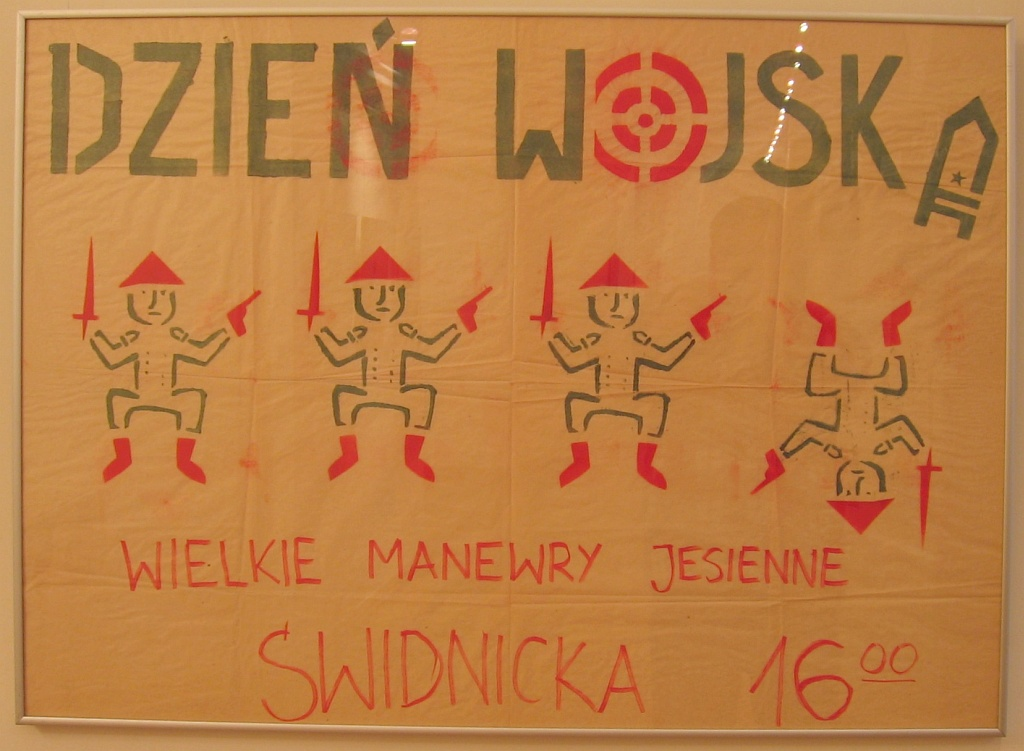
Plakat „Pomarańczowej Alternatywy” zapowiadający happening ku czci „Dnia Wojska” z 12.10.1987 przedstawiający uzbrojone krasnoludki.

Pomarańczowa Alternatywa – antykomunistyczny ruch happeningowy z korzeniami we Wrocławiu, ale działający w kilku miastach Polski w latach 80. XX wieku. Nazwa ruchu, a w zasadzie kolor pomarańczowy, który się w niej pojawia, jest odniesieniem do holenderskich provosów. Wynika z zainteresowania ich działalnością Andrzeja Dziewita, jednego z redaktorów gazetki studenckiej o tej samej nazwie.
Pomarańczowa Alternatywa była najbardziej aktywna w rodzimym Wrocławiu, ale happeningi odbywały się także w Warszawie, Łodzi i Lublinie. W innych krajach powstały także podobne organizacje, które się na niej wzorowały, m.in. w Czechosłowacji i na Węgrzech.

## Początki
Pomarańczową Alternatywę zainicjowały na początku lat 80. osoby związane z wrocławską opozycją (np. ze Studenckim Komitetem Solidarności, Ruchem Nowej Kultury), wywodzące się najczęściej z ruchu hippisowskiego. Szczególną rolę odgrywał tutaj pochodzący z Torunia Waldemar Major Fydrych, który przyjął rolę lidera grupy. Przyjął w tym celu – prócz pseudonimu „Major” – żartobliwy tytuł komendanta Twierdzy Wrocław nawiązując zresztą w ten sposób do historii miasta, które podczas II wojny światowej zostało ogłoszone twierdzą (Festung Breslau).
Pierwotnie mianem Pomarańczowej Alternatywy zatytułowane było pismo wydawane podczas strajku okupacyjnego w budynku filozofii Wydziału Filozoficzno-Historycznego Uniwersytetu Wrocławskiego – od września do grudnia 1981 roku. Pismo, które według komitetu strajkowego „godziło w wyższe racje strajku”, wdrażało idee Surrealizmu socjalistycznego zawarte w ogłoszonym wcześniej przez Waldemara Fydrycha Manifeście Surrealizmu Socjalistycznego, który stanowił główny oręż teoretyczny późniejszej grupy Pomarańczowa Alternatywa. W czasie strajku swobodną działalność PA dopuszczono jedynie w budynku filologii przy pl. Nankiera, gdzie studentki malowały plakaty z hasłami studenckiej rewolty w Paryżu 1968 roku, korzystając m.in. z wydania „Literatury na świecie” (1973, nr 7).
Pierwszą znaną akcją PA było malowanie krasnoludków na murach największych polskich miast. Według Fydrycha po raz pierwszy odważył się on na namalowanie krasnoludków w nocy z 30 na 31 sierpnia 1982 ze swoim kolegą Wiesławem Cupałą na jednym z bloków wrocławskiej dzielnicy Biskupin i na ścianie budynku transformatora energetycznego w dzielnicy Sępolno; trzeciego Cupała namalował nazajutrz rano na budce telefonicznej na Sępolnie. Krasnoludki, pojawiające się na plamach farby, pozostawionych przez milicjantów, zamalowujących napisy antykomunistyczne, wzbudziły wśród mieszkańców wiele domysłów i emocji. Postać krasnoludka stała się od tego czasu symbolem Pomarańczowej Alternatywy, a sam Major ogłosił (w czasie zatrzymania na komisariacie w Łodzi) na potrzeby swej akcji żartobliwą teorię, według której pierwotny napis na murze wyrażał pewną tezę, zamalowanie napisu – antytezę, a krasnal na plamie – syntezę (nawiązując do popularnego opisu dialektyki heglowskiej i marksistowskiej).

## Druga połowa lat 80.

### Wrocław
Pomarańczowa Alternatywa zyskała popularność w drugiej połowie lat osiemdziesiątych, kiedy w jej szeregi wstąpiło wiele młodych osób, dla których nieprzystępna formuła akcji „Solidarności” okazywała się zbyt nudna lub niewystarczająca.

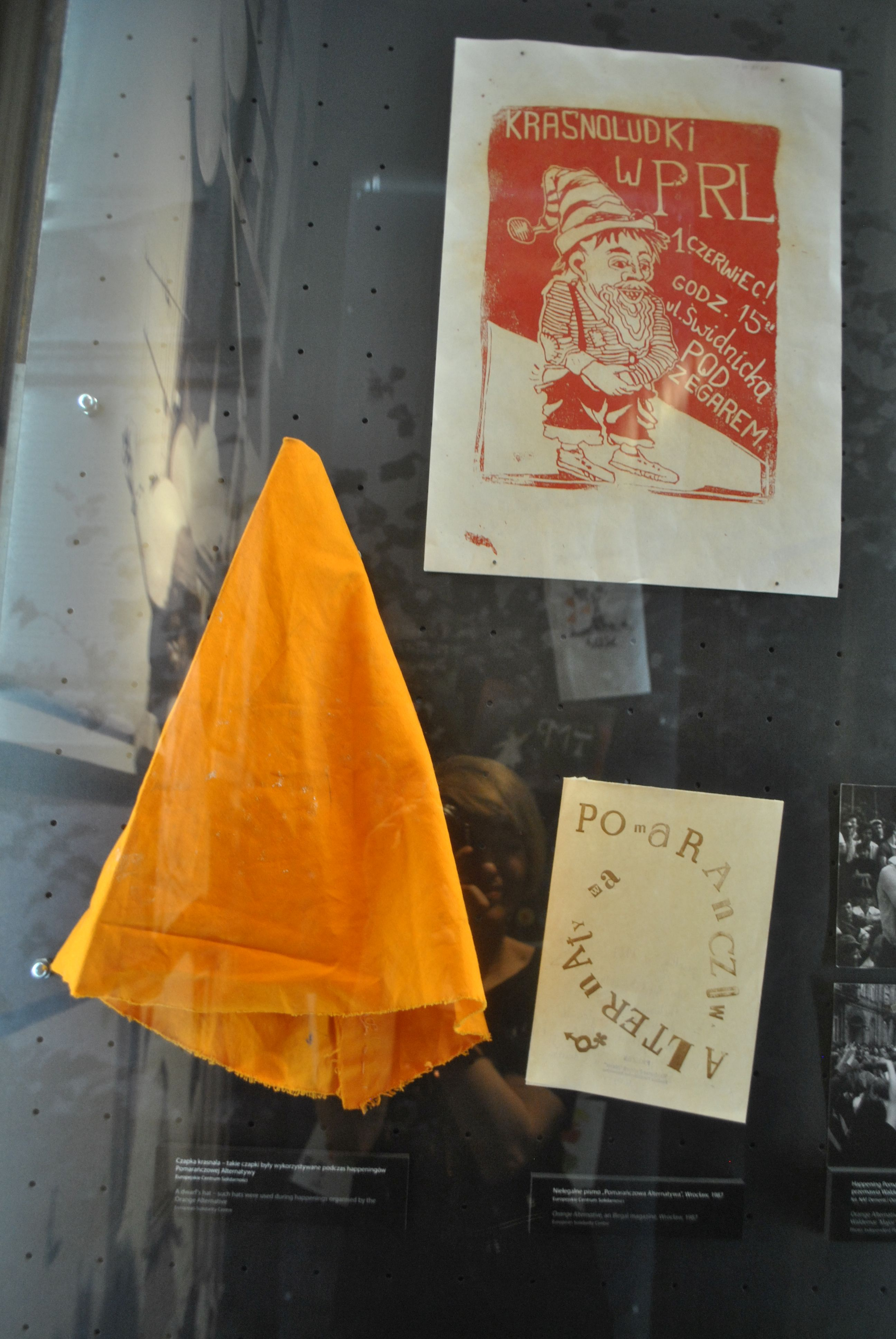
Wystawa w Europejskim Centrum Solidarności w Gdańsku poświęcona Pomarańczowej Alternatywie

Przełomowym momentem była publikacja w The Village Voice jesienią 1987 artykułu o akcji rozdawania – deficytowego w okresie kryzysu – papieru toaletowego podczas Festiwalu Teatru Otwartego we Wrocławiu. PA stała się wtedy obiektem zainteresowania nie tylko polskich, ale i zagranicznych mediów (o jej akcjach pisano nawet w Zjednoczonych Emiratach Arabskich). Akcje Pomarańczowej Alternatywy spotykały się z sympatią opozycji, jaką w owym czasie była podziemna Solidarność.
Pierwsze happeningi Pomarańczowa Alternatywa zorganizowała w 1986 r., a największy rozgłos zyskały zorganizowane we Wrocławiu w latach 1987–1988, wszystkie z okazji rzeczywistych lub zmyślonych zdarzeń i świąt. Happeningi odnosiły się do polskiej rzeczywistości, a ich tematem były głównie oficjalne wydarzenia polityczne, hasła polityczne, obchody rocznicowe i święta państwowe.
Za swoją działalność wrocławska Pomarańczowa Alternatywa w grudniu 1988 r. została nagrodzona przez znanego polskiego reżysera Andrzeja Wajdę. Nagrodę w obecności m.in. Jacka Kuronia, Bronisława Geremka, Witolda Lutosławskiego i innych odebrała delegacja PA (m.in. Major oraz Hanka i Zdzicho (Hanna i Dariusz Duszyńscy) z grupy Rodzinka).
Najbardziej znane akcje Pomarańczowej Alternatywy to:
- Tuby, czyli zadymianie miasta (1 kwietnia 1986);
- Święto Garnków – Stonoga (1 kwietnia 1987);
- Krasnoludki na Świdnickiej (1 czerwca 1987);
- Precz z U-Pałami (lipiec 1987);
- Czyn Antywojenny -Dzień Pokoju (1 września 1987);
- Papier Toaletowy – tzw. pierwsze rozdanie (1 października 1987);
- Dzień Milicjanta (7 października 1987);
- Dzień Terrorysty, czyli Al Fatah (11 października 1987);
- Dzień Wojska, czyli Manewry Melon w majonezie (12 października 1987);
- Kto się boi Papieru Toaletowego? – tzw. drugie rozdanie (15 października 1987);
- Wigilia Rewolucji Październikowej (6 listopada 1987); (1000 uczestników) Bar Barbara barszcz czerwony i idziesz siedzieć
- Referendum na Świdnickiej (27 listopada 1987); (1500 uczestników)
- Dzień Mikołaja (6 grudnia 1987); (2000 uczestników) Mikołaje i Śnieżynki powiązane linami (by ZOMO tak łatwo nie miało) wyskakiwali z autobusów, tramwajów i biegali po Świdnickiej ... za to był areszt.
- Karnawał RIO-botniczy (16 lutego 1988); (5000 uczestników)
- Dzień Tajniaka (1 marca 1988);
- Dzień Kobiet (8 marca 1988); zakończony aresztowaniem Majora Waldemara Fydrycha „w trybie doraźnym” na 2 miesiące bezwzględnego aresztu.
- Dzień Wiosny (21 marca 1988); (10 tys. uczestników)
- Proces Majora (29 marca 1988); – proces odwoławczy, po którym uniewinniono i wypuszczono Majora
- Dzień Służby Zdrowia (7 kwietnia 1988);
- Dzień Zwycięstwa (9 maja 1988); Otwarcie wystawy P.A. w podziemiach i wokół kościoła św. Marcina
- Rewolucja Krasnoludków (1 czerwca 1988); (15 tys. uczestników)
- Powitanie na Świdnickiej (19 czerwca 1988);
- Bratnia Pomoc wiecznie żywa (19 sierpnia 1988) (pod Śnieżką przy granicy polsko-czeskiej, dwa dni przed 20 rocznicą interwencji wojsk Układu Warszawskiego w Czechosłowacji);
- Mieszkanko na Świdnickiej (21 października 1988);
- Rewolucja Październikowa (7 listopada 1988);
- Wigilia wielkiej rocznicy (12 grudnia 1988);
- Karnawał, czyli Śledzik na Świdnickiej (7 lutego 1989);
- Pogrzeb Stalina albo Pogrzeb Sobie Sam (21 marca 1989)
- FSO, czyli Festiwal Sztuki Obecnej (1 czerwca 1989) zakończony koncertem zespołów: Kormorany, Big Cyc i Kult;
- Karnawał Żebraczy (12 lutego 1990); (5000 uczestników)
- Pogrzeb Krasnoludków (1 czerwca 1990);

Akcje Pomarańczowej Alternatywy – chociaż jej animatorzy i wielu uczestników wyrażało częstokroć poglądy anarchistyczne – nie były ideologiczne. Żadne poważne postulaty nie były podczas nich wysuwane, a krzyczane hasła były raczej surrealistyczne (np. Vivat Sorbovit, Nie ma wolności bez krasnoludków) i często parafrazowały hasła Solidarności. Miały obnażać absurdy systemu poprzez parodię i skłaniać do myślenia.
Dzięki otwartej formule akcji, mogły się do niej włączać różne grupy i jednostki, a także przechodnie. Z tego powodu niemal każda z akcji, która odbyła się w tamtym czasie, gromadziła po kilka tysięcy osób – z których większość była zazwyczaj przypadkowymi przechodniami. Kulminacyjnym punktem historii Pomarańczowej Alternatywy był marsz krasnoludków 1 czerwca 1988 roku, kiedy to na ulice Wrocławia wyszło kilkanaście tysięcy osób ubranych w pomarańczowe czapeczki lub podobne insygnia.
Happeningi najczęściej kończyły się zatrzymaniem uczestników przez Milicję Obywatelską za zakłócanie porządku publicznego. Udawało się ją sprowokować do takich działań jak aresztowanie osób przebranych za Świętego Mikołaja czy zatrzymywanie wszystkich ludzi, którzy mieli na sobie coś pomarańczowego.
Pomarańczowa Alternatywa wydawała także ulotki, w których w żartobliwy sposób opisywała minione akcje i zachęcała do uczestnictwa w przyszłych, używając wymyślonej przez siebie quasi-artystycznej terminologii. W ulotkach tych proklamowała takie tezy, jak uznanie milicjanta za dzieło sztuki. Propagowano przewrotne „państwowotwórcze” hasła, takie jak „obywatelu, pomóż milicji, pobij się sam” albo „funkcjonariuszy MO prosimy o wsparcie funkcjonariuszy SB i zejście do podziemia”.
W wypowiedziach publicznych Fydrych tak m.in. komentował działalność swoją i swoich przyjaciół:
- Ludziom na Zachodzie więcej powie o sytuacji w Polsce informacja o tym, że zamknięto mnie w areszcie za rozdawanie kobietom podpasek, niż czytanie książek i artykułów pisanych przez innych opozycjonistów
- Jak można traktować poważnie funkcjonariusza, który zadaje ci pytanie: „Dlaczego uczestniczy pan w nielegalnym zgromadzeniu krasnoludków?”
- W Polsce tylko w trzech miejscach człowiek może czuć się wolny: w kościele, ale tylko w modlitwie; w więzieniu, ale nie wszyscy mogą znaleźć się w więzieniu; na ulicy: ulice dają najwięcej wolności.

### Łódź
W latach 1987–1990 drugą grupę Pomarańczowej Alternatywy prowadzili w Łodzi studenci kulturoznawstwa i wydziału filologicznego Uniwersytetu Łódzkiego, mieszkający w domu studenckim „Balbina”. z Krzysztofem Skibą i Jackiem Jędrzejakiem (zwanym Dżej-Dżejem) na czele. Według wspomnień Skiby w Łodzi odbyło się w tych latach kilkanaście akcji. W każdej z nich uczestniczyło, bądź było wciągane do uczestnictwa od 500 do 3000 osób. Łódzka Pomarańczowa Alternatywa przeprowadziła m.in. akcje:
- Galopująca inflację – polegającą na bieganiu uczestników akcji po ul. Piotrkowskiej z tabliczkami „galopująca inflacja”, aż do momentu zatrzymania przez milicję; w momencie zatrzymania uczestnicy głośno gratulowali milicjantom, że udało im się powstrzymać wreszcie inflację
- Klepanie biedy – polegającą na głośnym waleniu w tablice z napisem „bieda” przez uczestników akcji przebranych w łachmany
- Bicie piany (powtórzone kilkukrotnie) – polegającą na grupowym ubijaniu piany z jajek, przy dźwiękach fragmentów przemówień ówczesnych polityków nadawanych przez przenośne megafony, a następnie wylewania piany na bruk uliczny.

Z ruchem łódzkiej Pomarańczowej Alternatywy związane było podziemne czasopismo satyryczne „Przegięcie Pały”, w której debiutował m.in. Paweł „Konjo” Konnak, późniejszy twórca tekstów do programu telewizyjnego Lalamido oraz Piotr Trzaskalski, reżyser filmowy i teatralny. Część liderów Łódzkiej Pomarańczowej Alternatywy założyła w 1988 r. istniejącą do dzisiaj grupę muzyczną Big Cyc, w której tekstach stale pobrzmiewa klimat tego ruchu.

### Warszawa

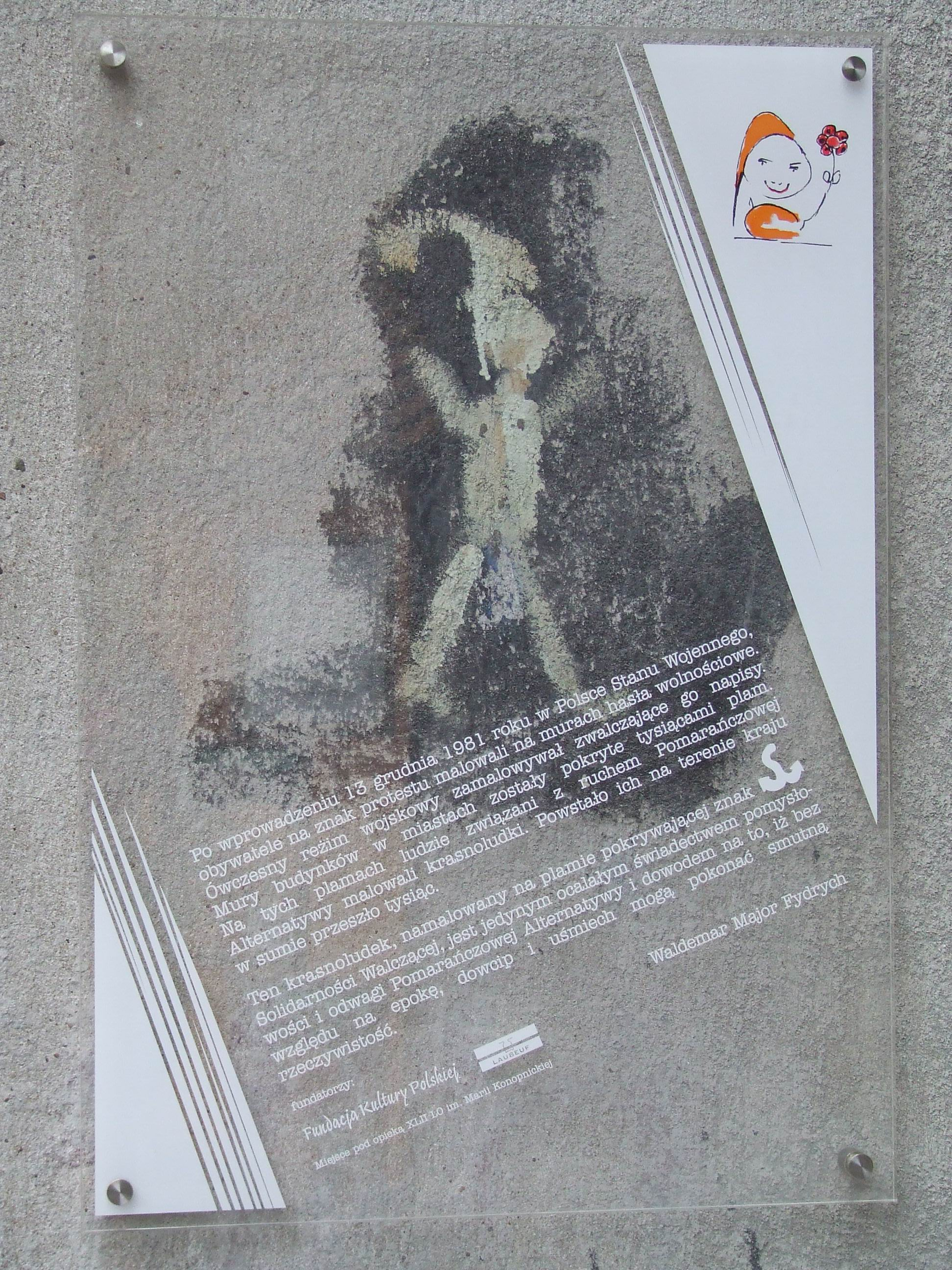
Krasnoludek Pomarańczowej Alternatywy na ul. Madalińskiego w Warszawie w miejscu zamalowanego znaku Solidarności Walczącej

Relacje z happeningów wrocławskich docierały również do Warszawy, wywołując ogromny rezonans. Pierwszą stołeczną akcją był „Wielki Mecz KS Nędza – FC Dobrobyt”, zorganizowany w dniu państwowego referendum (29 listopada 1987). Mecz na błoniach Stadionu X-lecia rozegrali członkowie NZS-u. Akcję zakończyła interwencja MO. W „lany poniedziałek” (4 kwietnia 1988) na Starówce zorganizowano akcję „Wodniki kontra Smerfy”. Następny happening, „Stosunkowo Wielkie Manewry AntyMON – SB” (24 lutego 1988), ośmieszał znienawidzone przez studentów zajęcia Studium Wojskowego. Przy okazji nawiązano kontakt z Wrocławiem (emisariusz P.A. Robert „Robespierre” Jezierski): w obydwu miastach zorganizowano jednocześnie „Rewolucję Krasnali” (Dzień Dziecka, 1 czerwca 1988). Dzień wyborów do rad narodowych (19 czerwca) Warszawa uczciła „Spacerem Wyborczym w Bieli Skąpanym”. Latem 1988 ekipę warszawskich happenerów opuścił Wojciech Sobolewski („Sobol”), zakładając Warszawską Pomarańczową Alternatywę. Pozostali liderzy – Rafał Szymczak, Krzysztof Płaska – powołali grupę „Paragraf 22".
Happeningi Warszawskiej Pomarańczowej Alternatywy:
- Happening w Obronie Komunistycznej Ojczyzny – „Grudnia nie damy!” (7 października 1988), Plac Dzierżyńskiego (obecnie Bankowy)
- Z gruntu apolityczna impreza, czyli Rew-Rewia Soc-Mody (6 listopada 1988), Stare Miasto
- Wielkie Żarcie (29 listopada 1988), Pasaż przy Domach Centrum
- Niewidzialna Armia, czyli Konspira Musi Być (20 stycznia 1989), Pasaż przy Domach Centrum
- Pollock Potrafi (24 lutego 1989), Pasaż przy Domach Centrum
- Wielkie Mycie (26 lutego 1989), Pasaż przy Domach Centrum
- STRĄK (5 maja 1989), Dziedziniec Akademii Sztuk Pięknych
- Noc Ikonoklastów (noc 2/3 czerwca 1989), Ostrów Tumski, Wrocław (sesja wyjazdowa)
- Marsz Milczenia (10 czerwca 1989), Plac Konstytucji – Ambasada Chin
- Egon Fietke Orange Reggae Band (lipiec 1989), Prowokacja muzyczna (festiwal „Hyde Park”, Lubieszewo)
- W samo popołudnie (7 października 1989), Pasaż przy Domach Centrum

Happeningi, odbywające się w różnych miejscach stolicy, gromadziły do kilku tysięcy uczestników.
Działalność Warszawskiej Pomarańczowej Alternatywy została wyczerpująco opisana w pracy magisterskiej „CEDRO. Słownik Wyrazów Nieobcych Warszawskiej Pomarańczowej Alternatywie poświęcony” (Wojciech Sobolewski, Akademia Sztuk Pięknych w Warszawie, 1995)

### Lublin
Popularność happeningów Pomarańczowej Alternatywy dotarła również do Lublina, gdzie w latach 1989–1990 grupa studentów zrzeszona wokół Jacka Piaseckiego (pseudonim „Żaba”) i Tomka Kalinowskiego zorganizowała serię akcji ulicznych.
Happeningi lubelskiej Pomarańczowej Alternatywy:
- Walka Guzików z Pętelkami (marzec 1989), czyli walka „o wielkie nic”.
- Idzie Postęp (16 marca 1989) Symbolem postępu według organizatorów było sadzenie cebuli na pobliskim skwerze. Akcji towarzyszyły transparenty głoszące, że „Każdy Polak Postępowy pije Sok Pomarańczowy” oraz że „Smalec i Cebula to nasza Kultura”.
- Wiążemy Nić Porozumienia (1 maja 1989) Celebracja Święta Miłości, czyli wzajemne pałowanie. Kilka tysięcy ludzi ruszyło Krakowskim Przedmieściem w Lublinie wznosząc okrzyki: „1 Maja, ale Jaja!”.
- Meeting Wyborczy Gargamela (1 czerwca 1989) Happening zorganizowany jako wesoła alternatywa do napuszonej kampanii pierwszych demokratycznych wyborów. Akcji towarzyszyły hasła takie jak „Smerfuj na Gargamela” oraz „Muminek do Senatu, Puchatek do Sejmu”.
- Śniadanie na Trotuarze (3 czerwca 1989) Happening zorganizowany podczas ciszy wyborczej jako inscenizacja nawiązująca do słynnego obrazu Edouarda Maneta „Śniadanie na trawie”.
- Odsłonięcie Pomnika Bieruta (26 stycznia 1990) Happening polegał na ponownym postawieniu i odsłonięciu usuniętego na fali dekomunizacji pomnika Towarzysza Bolesława Bieruta. Pikanterii wydarzeniu dodał fakt, iż pomnik został uroczyście odsłonięty przez studiującą na Katolickim Uniwersytecie Lubelskim Małgorzatę Bierut – wnuczkę po nieżyjącym już prezydencie.

## Po roku 1990

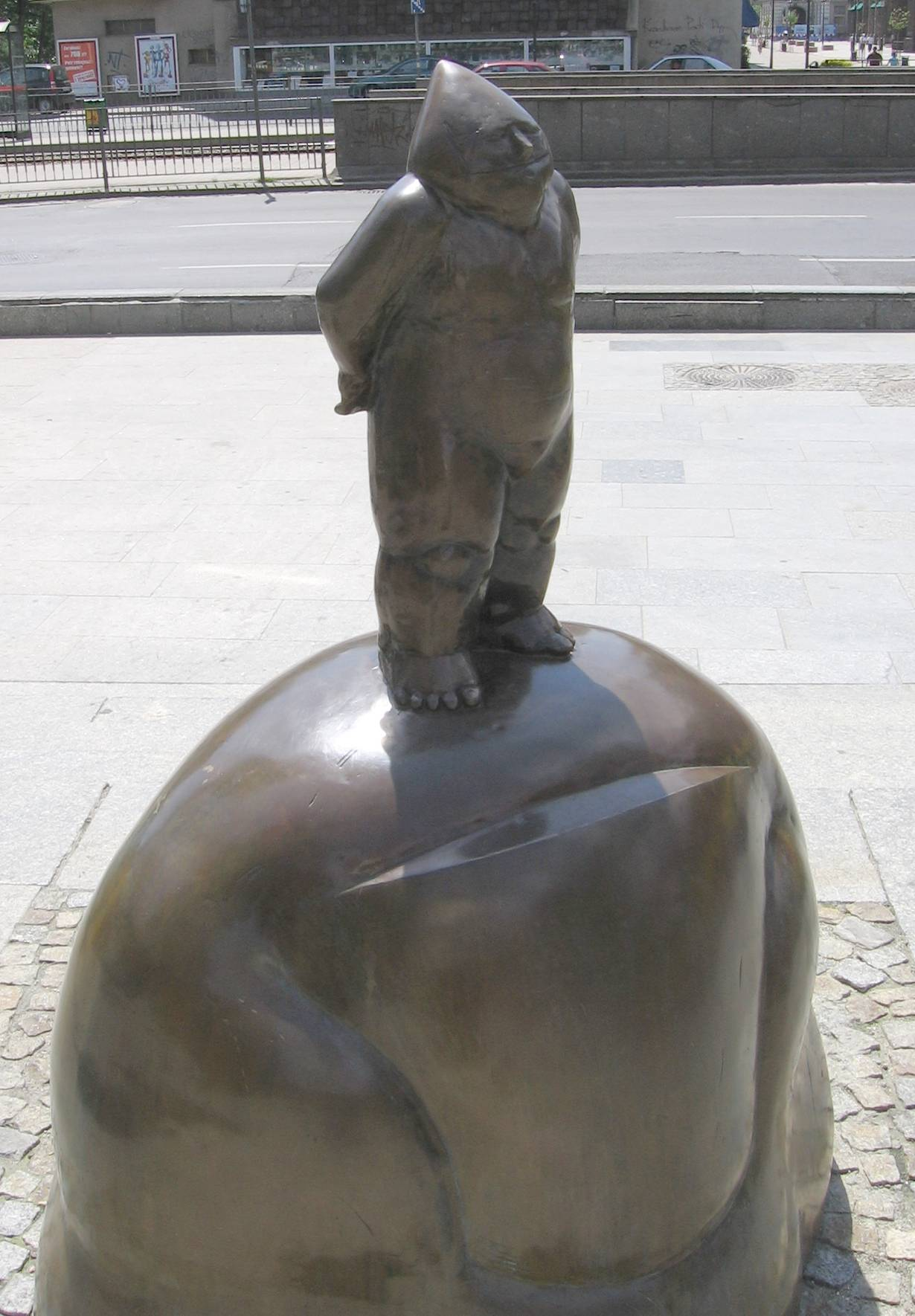
Krasnoludek, autorstwa Olafa Brzeskiego, symbol Pomarańczowej Alternatywy – doczekał się swojego pomnika we Wrocławiu.
Ustawiono go tam, gdzie zaczynały się „zadymy” PA – przy skrzyżowaniu Świdnickiej z Kazimierza Wielkiego, obok przejścia podziemnego

W 2001 roku na ulicy Świdnickiej we Wrocławiu – w zwyczajowym miejscu happeningów – stanął ufundowany przez Agorę (wydawcę „Gazety Wyborczej”) pomnik P.A., przedstawiający krasnala.
Pomarańczowa Alternatywa po roku 1990 (po wyjeździe Majora do Paryża) znacznie ograniczyła swoją działalność we Wrocławiu, przypominając o sobie jedynie co parę lat, np. podczas prób zakłócenia uroczystości odsłonięcia pomnika ofiar Tian’anmen na pl. Dominikańskim. Od roku 2000 działalność happeningowa Pomarańczowej Alternatywy skoncentrowała się głównie na Warszawie.
I tak, w wyborach samorządowych w 2002 roku Major Waldemar Fydrych wystartował na Prezydenta Stolicy w ramach założonego przez siebie Komitetu Wyborczego „Weselsza i Kompetentna Warszawa”. Happening ten został sfilmowany w filmie dokumentalnym Mirosława Dembińskiego „Krasnoludek Prezydentem”.
W grudniu 2004 roku Pomarańczowa Alternatywa z Majorem Waldemarem Fydrychem na czele zorganizowała serię happeningów pt. „Kijów-Warszawa – Wspólna Sprawa” popierających pomarańczową rewolucję na Ukrainie. Organizatorzy happeningów wyruszyli z Warszawy do Kijowa Pomarańczowym Autobusem, zatrzymując się po drodze w kolejnych miastach Polski i Ukrainy, gdzie w czasie happeningów zwolennicy prezydenta Wiktora Juszczenki dziergali 16-metrowy pomarańczowy szal. Po dotarciu do Kijowa, szal ten został wręczony Prezydentowi Elektowi na Majdanie przed zebranym tłumem przez ikonę pomarańczowej rewolucji – piosenkarkę Rusłanę Łyżyczko. Happeningi te zostały uwiecznione w filmie dokumentalnym Mirosława Dembińskiego „Krasnoludki jadą na Ukrainę”.
W dniach 23 maja – 27 maja 2005 roku w Parlamencie Europejskim odbyła się wystawa upamiętniająca działalność PA, otwarta z inicjatywy eurodeputowanych Marie Anne Isler Beguin francuskiej posłanki z Partii Zielonych oraz Józefa Piniora (w 1981 skarbnika wrocławskiej Solidarności, w okresie stanu wojennego jej podziemnego działacza).
W wyborach samorządowych w 2006 roku, Pomarańczowa Alternatywa zorganizowała kolejny happening wyborczy, tworząc w Warszawie komitet „Gamonie i Krasnoludki” z hasłem wyborczym „Głosując na Gamonie – głosujesz na siebie”. Tym razem, Major – jako kandydat komitetu na Prezydenta Warszawy – pokonał Wojciecha Wierzejskiego, wicelidera współrządzącej Ligi Polskich Rodzin i kandydata Samoobrony – drugiej z koalicyjnych partii. Wydarzenie to szerokim echem obiło się w kraju i było odnotowane przez media zagraniczne.
W wyborach parlamentarnych w 2007 roku środowisko warszawskiej Pomarańczowej Alternatywy, znane szerzej jako „Gamonie i Krasnoludki” ponownie włączyło się w kampanię, organizując sześć akcji happeningowych na rondzie de Gaulle’a w Warszawie. Pierwszy happening (14 września) – „Marsz Wykształciuchów” – zorganizowany został pod hasłem „Chcemy się dać zastraszyć”. W czasie akcji, w ramach krytyki brudnej kampanii wyborczej polegającej na ujawnianiu „haków”, czyli kompromitowaniu przeciwników politycznych, rozdawano przechodniom metalowe haki, jak również „kanonizowano” ówczesnego premiera i lidera rządzącej partii Prawo i Sprawiedliwość, Jarosława Kaczyńskiego i „beatyfikowano” Prokuratora Generalnego Zbigniewa Ziobrę.
W dniu 21 września, na „Mityngu Wykształciuchów i Ścierwojadów” rozdawano przechodniom słomę jako nawiązanie do „słomy w butach” – potocznego wyrażenia określającego brak wychowania i chamstwo pojawiające się w dyskursie politycznym. 28 września, w „Dniu Tajniaka”, w nawiązaniu do aktualnej wtedy sprawy znanego polskiego biznesmena, Ryszarda Krauze pokazano zatrzymanie „oligarchy” i przerobienie go na „kiełbasę wyborczą”, czyli na populistyczne obietnice wyborcze.
Popularność medialna tych happeningów oraz ich dobitność polityczna doprowadziły do zainteresowania działalnością liderów Pomarańczowej Alternatywy przez tajne służby oraz wymiar sprawiedliwości. W wyniku prowadzonego śledztwa w dwóch sfabrykowanych do celów politycznych sprawach kryminalnych doszło do bezpodstawnego zatrzymania Agnieszki Couderq – pełnomocnika wyborczego „Gamoni i Krasnoludków” i osadzenia jej w areszcie śledczym na 24 godziny. W dniu 16 kwietnia 2008 roku Sąd Rejonowy, II Wydział Karny w Warszawie uznał zasadność jej zażalenia na bezpodstawne zatrzymanie stwierdzając naruszenie prawa, w szczególności przepisów Kodeksu Postępowania Karnego, przez prowadzących dochodzenie prokuratorów. Ewenementem w tej sprawie był również fakt, iż dochodzenie przeciwko osobom reprezentującym komitet wyborczy „Gamonie i Krasnoludki” było nadzorowane przez aż trzy poziomy prokuratury: rejonową, okręgową oraz apelacyjną.

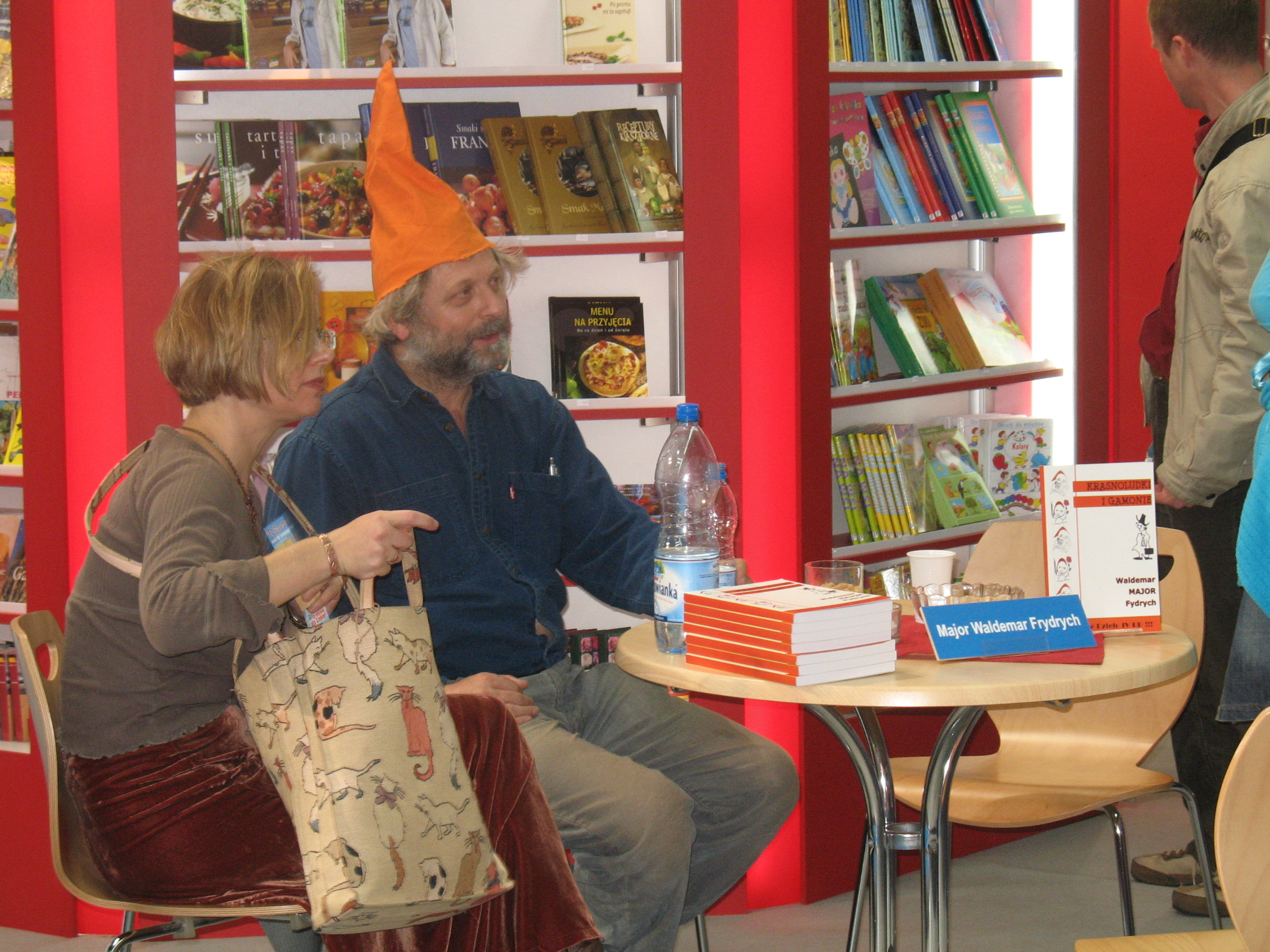
Waldemar „Major” Fydrych

### Proces sądowy o naruszenie praw autorskich przez miasto Wrocław w związku z użyciem wizerunku krasnala.
W 2011 roku Waldemar Fydrych wytoczył proces Gminie Wrocław, która bez jego zgody wykorzystała do promocji gminy rysunek łudząco podobny do tych, które rysował Waldemar Fydrych. Waldemar Fydrych tak rzecz skomentował na swoim blogu:
„Według Urzędu Miasta Wrocław to właśnie Paweł Grabowski miał być autorem loga, jakim posługuje się wrocławskie biuro promocji, tzw. “krasnoludka z kwiatkiem”, inaczej zwanego “krasnalem komunalnym”. Ów krasnal komunalny jest uderzająco podobny do rysowanych przeze mnie w czasie Stanu Wojennego graffiti”
Sąd przyznał wówczas, że autorem krasnala Pomarańczowej Alternatywy jest Waldemar Major Fydrych. W rezultacie Gmina Wrocław została zobowiązana do publikacji przeprosin oraz wypłaty odszkodowania za bezprawne korzystanie z jego twórczości. Proces nie dotyczył figurek krasnoludków w mieście, do których Fydrych nie rościł sobie pretensji, a które podlegają prawu autorskiemu na rzecz ich twórców.